# 2838 Такасе
2838 Такасе (2838 Takase) — астероїд головного поясу, відкритий 26 жовтня 1971 року чехословацьким астрономом Любошем Когоутеком. Названий на честь японського астронома Бунсіро Такасе (яп. たかせ(高瀬).
Тіссеранів параметр щодо Юпітера — 3,539.